# 大刺茶藨子
大刺茶藨子（学名：Ribes alpestre var. giganteum）为虎耳草科茶藨子属下的一个变种。

## 扩展阅读
- 維基物種上的相關：大刺茶藨子